# ジャック・プレヴェール
ジャック・プレヴェール（Jacques Prévert、1900年2月4日 - 1977年4月11日）は、フランスの民衆詩人、映画作家、童話作家。シャンソン『枯葉』の詞や、詩的リアリズムの映画『天井桟敷の人々』のシナリオを書いた。

## 生涯
パリの西隣ヌイイ＝シュル＝セーヌに生まれた。父はブルターニュ系のアンドレ、母はオーヴェルニュ系のシュザンヌであった。15歳から、パリの商店や百貨店で働いた。
1920年（20歳）、徴兵先のリュネヴィルで、のちの画家イヴ・タンギーを知り、さらに翌年、駐留先のコンスタンティノープルで、後の編集者マルセル・デュアメルを知った。1922年、パリに戻り、映写技師の弟ピエールが勤める映画館に、3人で入り浸った。1924年から3人はモンパルナスで共同生活を始め、1925年からそこへ、アンドレ・ブルトン、ルイ・アラゴン、フィリップ・スーポー、ロベール・デスノス、ミシェル・レリス、レーモン・クノーら、シュルレアリストが出入りして、一ときプレヴェールも同調したが、1928年、疎隔して絶縁し、タンギーやデュアメルらと映画制作に打ち込み、かたわら、詩を雑誌に載せ始めた。
1932年（32歳）、ポール・グリモー、クロード・オータン＝ララ、ジャン＝ルイ・バローらのアジプロ劇団『10月グループ』（Groupe Octobre）に、脚本『新聞ばんざい』（Vive la Presse）、『フォントノワの戦い』（La Bataille de Fontenoy）を書き、後者はソビエト連邦モスクワの左翼演劇コンクールの一等賞を取った。
『10月グループ』が解散した1936年から1945年にわたって、約20の映画のシナリオ、台詞を書き、マルセル・カルネ、ジャン・ルノワール、ジャン・グレミヨンらの監督、ジャン・ギャバン、アルレティ、ミシェル・モルガンらの俳優と仕事をした。
撮影所仲間の作曲家ジョゼフ・コズマが、1935年の『美しい星へ』（À la belle étoile）以降、プレヴェールの詩によるシャンソンを50曲も作り、イヴ・モンタン、エディット・ピアフ、ジュリエット・グレコ、マルセル・ムールジ（Marcel Mouloudji）らが歌った。
1940年からのナチスによる被占領期は、南仏に疎開した。
1944年　映画『天井桟敷の人々』の脚本。
1946年（43歳）、奨められて最初の単行本『パロール』（Paroles）を出版した。書き溜めた自由詩・散文詩・メモなどの寄せ集めであったが、待たれていて売れ、のちのちまで数百版を重ねたと言われる。同じ年、妻ジャニーヌとの間に一女を得て、童話を書くようになり、写真家のイーラ（Ylla）、画家のエルザ・アンリケ（Elsa Henriquez）、アンドレ・フランソワ（André François）、ジャックリーヌ・デュエーム（Jacqueline Duhême）らと、子供の本を作った。
1948年、転落事故を起こしたが、その後も詩集や童話を出版した。生涯にわたり彼の詩は、分かり易い言葉で綴られた。そしてさらに、画家のパブロ・ピカソ、マルク・シャガール、マックス・エルンスト、ジョルジュ・ブラック、ジョアン・ミロ、写真家のイジスらと美術書を編んだ。
女優アヌーク・エーメのデビュー作 (La Maison sous la mer 1947) 及び2作目 (La Fleur de l'âge 1947, 未公開作) に脚本で関わっていたが、1作目の役名"アヌーク"を彼女が芸名に用い、さらにプレヴェールが"エーメ"を付け加えることを提案した。
1977年（77歳）、マンシュ県オモンヴィーユ＝ラ＝プチット（Omonville-la-Petite）の家で、肺ガンのために死去した。
没後に、二篇の詩集が出版された。

## 主な作品

### 文学書
- 1945年：『ことばたち』（Paroles） - 詩・スローガン・メモ・回想など
- 1946年：『物語』（Histoires） - 詩集
- 1951年：『スペクタクル』（Spectacle） - 詩集
- 1955年：『雨と晴天』（La Pluie et le beau temps） - 詩集
- 1965年：『がらくた集』（Fatras） - 詩集
- 1973年：『物そのほか』（Choses et autres）- 詩集
- 1980年：『夜の太陽』（Soleil de nuit） - 詩集（没後）
- 1984年：『第5の季節』（La Cinquième Saison） - 詩集（没後）
- 1992年 & 2004年：『全集』（Œuvres complètes）（プレイヤード叢書）

### 児童文学
- 1947年：『おりこうでない子どもたちのための8つのおはなし』（Contes pour enfants pas sages）
- 1947年：『小さなライオン』（Le Petit Lion）、（イーラの写真）
- 1950年：『動物たち』（Des bêtes）、（イーラの写真）
- 1952年：『バラダー島からの手紙』（Lettre des îles Baladar）、（アンドレ・フランソワの画）
- 1952年：『指芝居』（Guignol）、（エルザ・アンリケの画）
- 1953年：『月のオペラ』（L'Opéra de la lune）、（ジャックリーヌ・デュエームの画）

### 美術書
- 1951年：『春の大舞踏会』（Grand Bal du printemps）、（イジス（Izis）の写真）
- 1952年：『ロンドンの魅力』（Charmes de Londres）、（イジスの写真）
- 1962年：『昼間』（Diurnes）、（ピカソの画、アンドレ・ヴィラール（André Villers）の写真）
- 1961年：『パリの色彩』（Couleur de Paris）、（ピーター・コルネリウス（Peter Cornelius）の写真）
- 1965年：『イジスのサーカス』（Le Cirque d'Izis）、（マルク・シャガールの画、イジスの写真）
- 1964年：『犬等は渇く』（Les Chiens ont soif）、（マックス・エルンストのエッチング）
- 1968年：『ヴァランジュヴィユ』（Varengeville）、（ジョルジュ・ブラックの画）
- 1971年：『祭』（Fêtes）、（アレクサンダー・カルダーの版画）
- 1973年：『エッチング』（Eaux-fortes）、（マルセル・ジャン（Marcel Jean）の版画）
- 1975年：『アドーニス』（Adonides）、（ジョアン・ミロのエッチングと水彩画）

### 映画
脚本家として活躍したが、なかでも台詞が素晴らしかった。
- 1936年：ジェニイの家（Jenny）- 脚本/台詞
- 1938年：霧の波止場（Quai des brumes） - 脚色/台詞
- 1939年：陽は昇る（Le Jour se lève） - 脚色/台詞
- 1941年：曳き船（Remorques） - 脚本
- 1942年：悪魔が夜来る（Les Visiteurs du Soir） - 脚本/台詞
- 1943年：高原の情熱（Lumière d'été） - 脚本/台詞
- 1944年：天井桟敷の人々（Les Enfants du paradis） -  脚本/台詞
- 1945年：幻の馬（Soltilèges） - 脚本/台詞
- 1946年：夜の門（Les Portes de la nuit） - 脚本
- 1949年：火の接吻（Les amants de Vérone） -  脚色/台詞
- 1951年：やぶにらみの暴君（Le Roi et l'oiseau） - 脚色/台詞
- 1956年：ノートルダムのせむし男（Notre-Dame de Paris）- 脚色/台詞
- 1961年：素晴らしき恋人たち（Les Amours célèbres） - 台詞
- 1980年：王と鳥（Le Roi et l'oiseau） - 脚本/台詞/作詞／『やぶにらみの暴君』の改作
- 2008年：アニエスの浜辺（Les plages d'Agnès） - 出演・アニエス・ヴァルダのドキュメンタリー

映画の仕事は、外部リンクの"Internet Movie Database"に詳しい。

### シャンソン
プレヴェールの詩にジョゼフ・コズマが曲を付けたシャンソンには、枯葉、バルバラのほか、次などがある。
美しい星へ（A la belle étoile）／二匹の蝸牛葬式に出かける（Deux escargots s'en vont à l'enterrement.....）／ 鯨釣り（La pêche à la baleine）／朝の食事（Déjeuner du matin）／庭（Le jardin）／夜のパリ（Paris at night）／愛し合う子どもたち（Les enfants qui s'aiment）／魔性 驚異（Démons et merveilles）／看守の歌（Chanson du Geôlier）／書取り（Page d'écriture）／子どものための歌、冬（Chanson pour les enfants l'hiver）／校門を出たら（En sortant de l'école）／外国の祭（Fête foraine）／血だらけの唄（Chanson dans le sang）／目録（Inventaire）／鳥の絵を描くために（Pour faire le portrait d'un oiseau）／五月の歌（Chanson Du Mois De Mai）／昼も夜も（Le Jour Et La Nuit）／パテル・ノステル（Pater Noster）／歌（Chanson）／手回しオルガン（L'orgue de barbarie）／劣等生（Le cancre）／祭（La fête）／演奏会は失敗だった（Le concert n'a pas été réussi）／はがねの娘（Fille d'acier）／いい朝（Un beau matin）／寓話（Fable）／心配の鳥（Les oiseaux du souci）／鳥刺しの唄（Chanson de l'oiseleur）／そして祭は続く（Et la fête continue）Presque（殆ど）／絶望がベンチに座っている（Le désespoir est assis sur un banc）／Cet amour（この愛）／割れた鏡（Le miroir brisé）／ひまわり（Tournesol）／Les bruits de la nuit（夜の音）／主顕節（Epiphanie）／大きな赤い（Immense et rouge）／ノックしている（On frappe）／子供狩り（Chasse à l'enfant）／美しい季節（La belle saison）／私はわたしよ（Je suis comme je suis）／庭（Le jardin）

## 邦訳
- 嶋岡晨訳編『プレヴェール詩集』飯塚書店（世界現代詩集12）1967年
- 大岡信訳『プレヴェール詩集』新潮社（世界詩人全集18）1968年
- 平田文也訳『プレヴェール詩集』弥生書房（世界の詩シリーズ）1972年
- サンリオ出版部訳 司修絵『小鳥のはこんできた手紙』サンリオ、1976年
- 麻周堯訳『のんぶらり島』牧神社、1976年（アンドレ・フランソワ & エルサ・アンリケ画）
- 嶋岡晨訳『愛の詩集』飯塚書店、1977年
- 小笠原豊樹訳『金色の老人と喪服の時計』大和書房、1977年
- 大岡信訳『プレヴェール詩集 - やさしい鳥-』偕成社、1977年
- 粟津則雄訳『想像力の散歩―叢書創造の小径』新潮社 、1977年
- 山城隆一訳『猫の詩集』新書館、1978年
- 内藤濯訳『つきのオペラ』至光社、1980年（ジャクリーヌ・デュエーム画）
- 宗左近訳『おかしなおかしなクリスマス』文化出版局、1981年（エリザ・アンリケ画）
- 山田宏一訳『天井桟敷の人々』新書館、1982年
- 小笠原豊樹訳『プレヴェール詩集』マガジンハウス、1991年
  - 改訂版『プレヴェール詩集』岩波文庫、2017年
- 高畑勲訳・注解『ことばたち』ぴあ、2004年」
- 中込純次訳『ジャック・プレヴェール詩集 - Fatras』青樹社（世界詩人叢書）1998年
- 布施佳宏訳『おりこうでない子どもたちのための8つのおはなし』二瓶社、2004年（エリザ・アンリケ画）
- 高畑勲編訳 奈良美智画『鳥への挨拶』ぴあ、2006年
- 柏倉康夫訳『歌の塔』未知谷、2013年

## 日本で公開された映画
日本で公開された下記の映画は、プレヴェールの脚本或いは台詞によっている。以下で、前の数字は初公開の、後の数字は日本公開の、西暦年次である。
- 1936、1939：ジェニイの家（Jenny）、マルセル・カルネ監督
- 1938、1949：霧の波止場（Le quai des brumes）、マルセル・カルネ監督
- 1942、1948：悪魔が夜来る（Les visiteurs du soir）、マルセル・カルネ監督
- 1943、1948：高原の情熱（Lumière d'été）、ジャン・グレミヨン監督
- 1945、1952：天井桟敷の人々（Les Enfants du paradis）、マルセル・カルネ監督
- 1949、1950：火の接吻（Les amants de Vérone）、アンドレ・カイヤット監督
- 1952、1955：やぶにらみの暴君（La bergère et le ramoneur）、ポール・グリモー監督
- 1956、1957：ノートルダムのせむし男（Notre Dame de Paris）、ジャン・ドラノワ監督
- 1961、1962：素晴らしき恋人たち（Amours célèbres）、ミシェル・ボワロン監督
- 1980、2006：王と鳥（Le Roi et l'oiseau）、ポール・グリモー監督

## 評伝
- 柏倉康夫『思い出しておくれ、幸せだった日々を　評伝ジャック・プレヴェール』左右社 、2011年

## 関連事項
- プレヴェールの家（フランス語版）